# 交響曲第10番 (モーツァルト)
交響曲第10番 ト長調 K. 74 は、ヴォルフガング・アマデウス・モーツァルトが作曲した交響曲。

## 概要

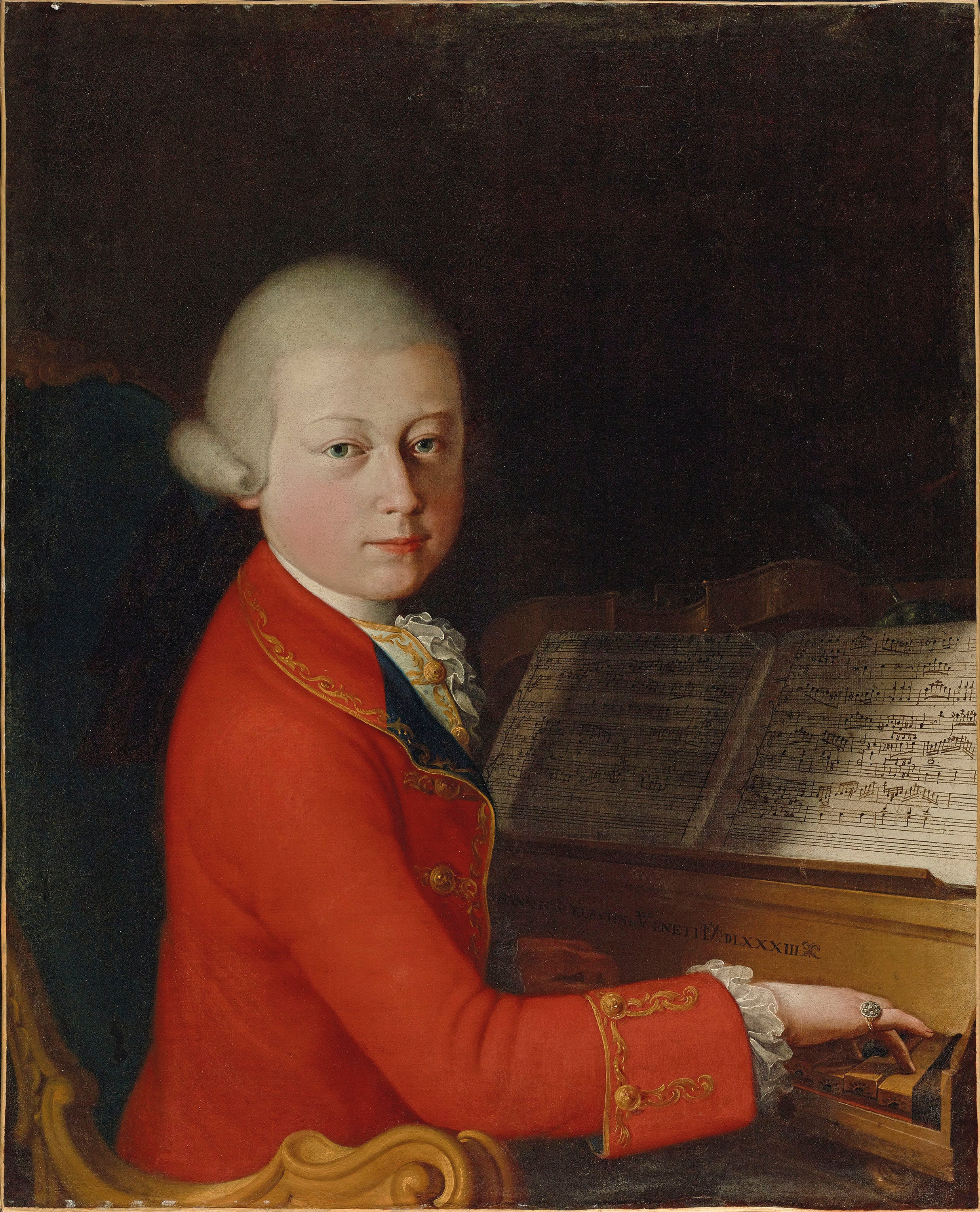
『交響曲第10番』作曲当時のモーツァルト（1770年）

1770年にミラノで作曲されたが、作曲の動機については不明で、この時期にイタリアへ旅行に行ったことしかわかっていない。同地で初演されたオペラ『ポントの王ミトリダーテ』K. 87(74a)の序曲として作曲され、使用したという説もある。
自筆譜の終わりの箇所に、ラテン語で「Finis Laus Deo（終わり、神に感謝）」と書かれている。

## 楽器編成
オーボエ2、ホルン2、弦楽

## 構成
3楽章の構成で、演奏時間は約7分。第1楽章と第2楽章は切れ目なく続けて演奏する形で書かれている（なお、第1楽章と第2楽章の自筆譜にはテンポの指示は書かれていない）。
- 第1楽章 (アレグロ)
ト長調、4分の4拍子、ソナタ形式。

アメリカの音楽学者ニール・ザスローは、この楽章の第17～22小節（再現部では第77～82小節）のフレーズとシジュウカラの鳴き声の関連を指摘している。

- 第2楽章 (アンダンテ)
ハ長調、8分の3拍子、二部形式。
- 第3楽章 ロンドー：アレグロ
ト長調、4分の2拍子、ロンド形式。